# Пневматический привод арматуры

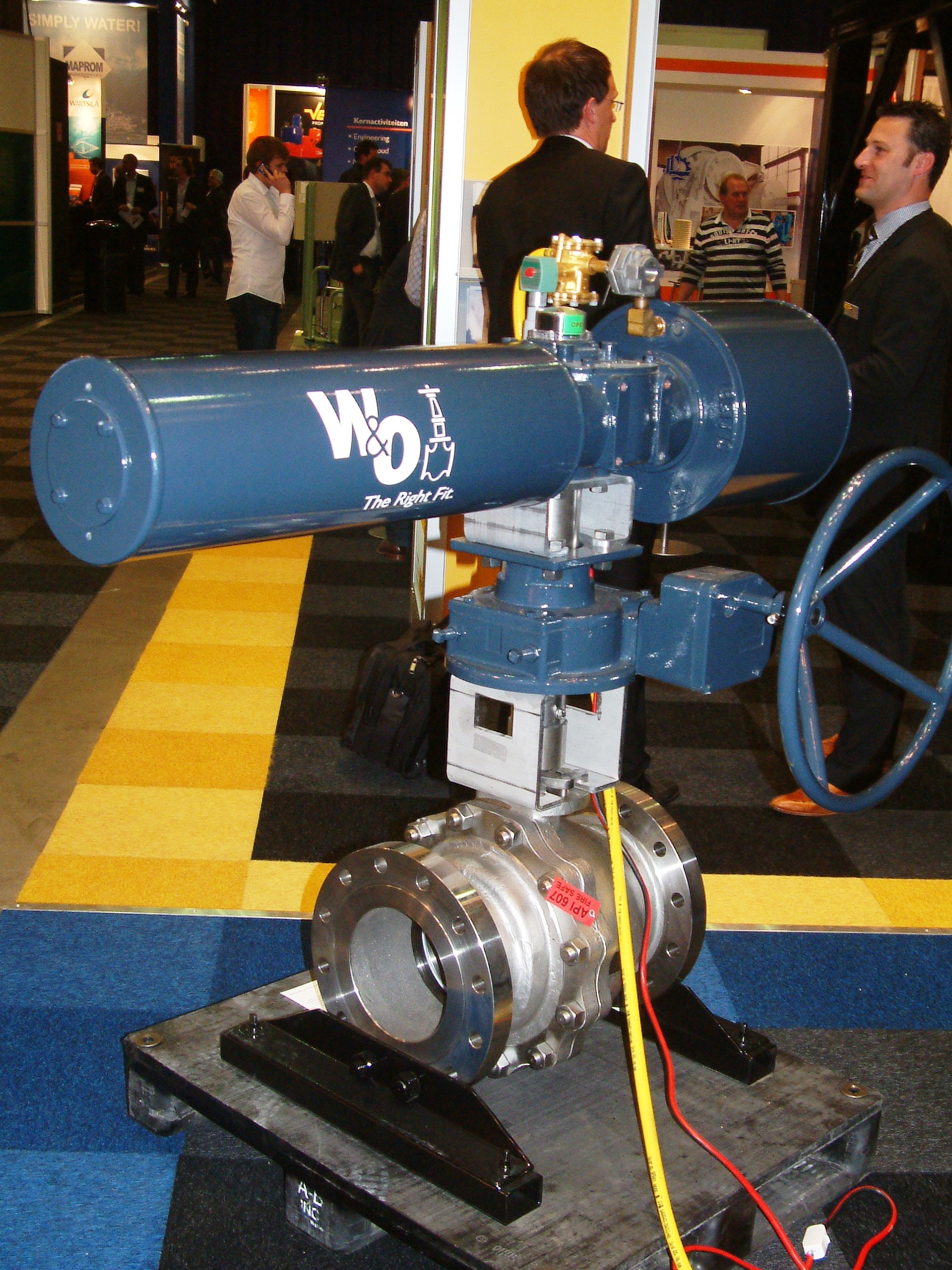
Арматура с пневматическим приводом.

Пневматический привод арматуры — это устройство, являющееся видом пневматических приводов, служащее для механизации и автоматизации трубопроводной арматуры, применяющееся во многих отраслях промышленности, играя важную роль в технологических системах многих производств. Чаще всего пневмоприводы используются для дистанционного управления арматурой, её открытия и закрытия, а также для определения положения арматуры. Кроме пневматических приводов, существуют гидравлические электрические и электромагнитные арматурные приводы.
В отличие от электрических, пневматические приводы используются в основном для защитной (отсечной) арматуры, в силу своих специфических особенностей, но также имеется возможность арматуру с пневматическим приводом применять в качестве регулирующей. Пневмоприводы используются не так часто, так как требуют монтажа на предприятии специальной компрессорной системы сжатого воздуха.

## Поршневые приводы

3D-анимированный пневматический поршневой цилиндр в разрезе.

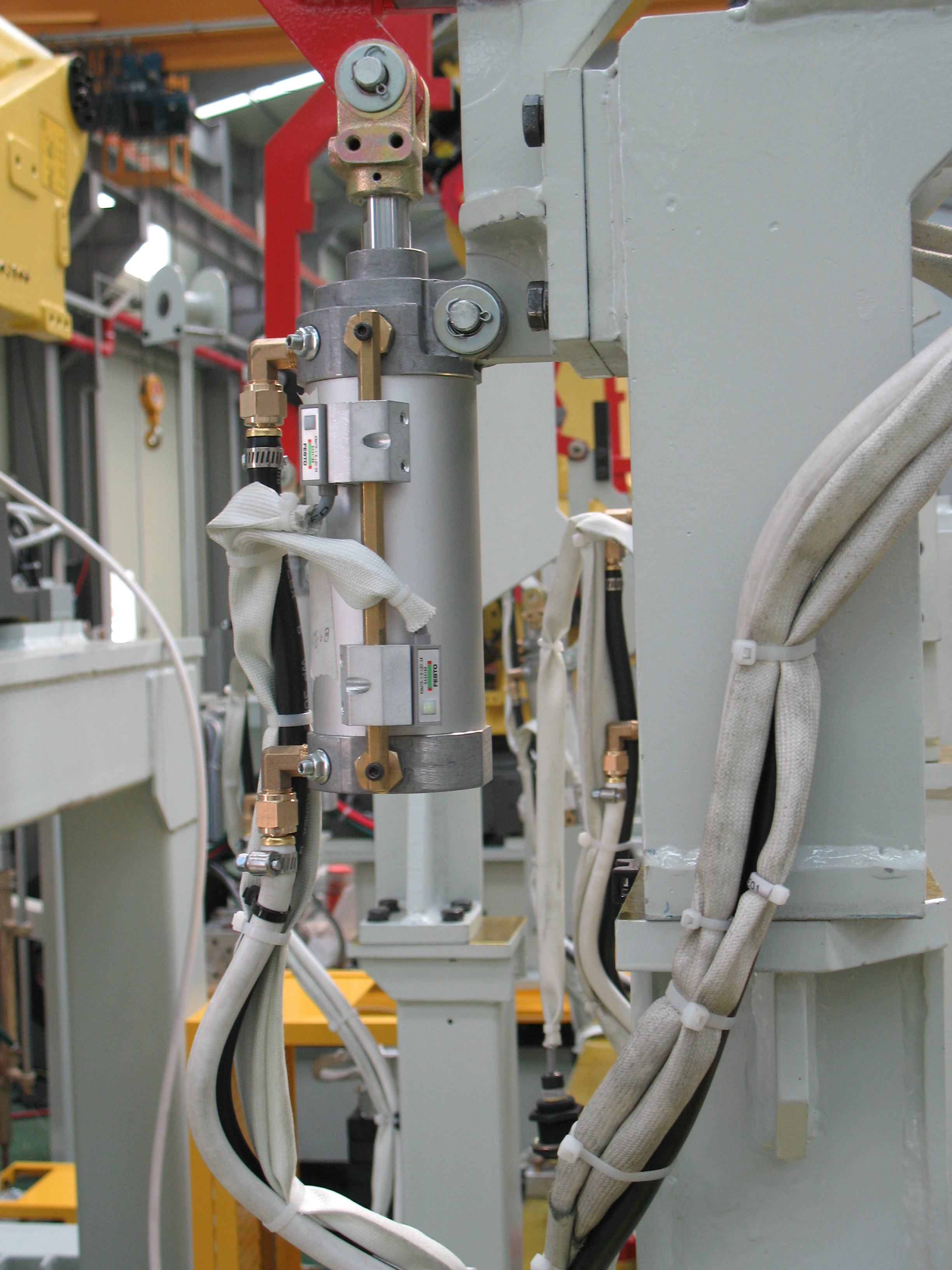
Пневмоцилиндр со смонтированными датчиками. Служит для приведения в действие захвата на технологической оснастке.

Поршневые приводы представляют собой цилиндр, в котором под воздействием сжатого воздуха либо пружины перемещается поршень. Они применяются для управления арматурой различных типов: клапанов, задвижек, кранов и заслонок. Наиболее важными являются следующие достоинства поршневых приводов:
- быстродействие при использовании в качестве управляющей среды сжатого воздуха или газов под давлением (это качество является определяющим для основной сферы использования поршневых приводов арматур);
- возможность получения больших ходов и больших усилий при прямолинейном ходе штока;
- простота конструкции и ограниченное число используемых деталей;
- ограничение усилия достигается наиболее простым способом — ограничением давления в приводе.

Поршневые приводы можно разделить:
- по свойствам управляющей среды на пневматические и гидравлические;
- по циклу срабатывания на приводы одностороннего действия и приводы двустороннего действия;
- по характеру движения выходного звена на прямоходные и поворотные;
- с шатуном и неподвижным цилиндром, без шатуна с поворотным (качающимся) цилиндром;
- по методу компоновки в виде отдельного агрегата (пневмоцилиндра) или могут быть встроенными в конструкцию арматуры.

### Приводы двустороннего действия

Принцип работы пневмоцилиндра двустороннего действия.

В поршневых приводах двустороннего действия прямой и обратные ходы совершаются под давлением управляющей среды. Они имеют несложное устройство, просты в управлении и эксплуатации. Но при работе на опасных производственных объектах к этим приводам могут предъявляться дополнительные требования, например такое: в случае аварийного отключения или отсутствия управляющей среды арматура не должна менять установленного до этого момента положения. В таких случаях приводы двустороннего действия снабжаются специальными устройствами, обеспечивающими фиксацию достигнутого положения, что, однако, связано с усложнением конструкции привода.

### Приводы одностороннего действия

Принцип работы пневмоцилиндра одностороннего действия (красным цветом обозначена пружина).

Поршневые приводы одностороннего действия имеют более сложную конструкцию и большие габариты, чем двусторонние, за счет наличия пружины, взводимой при прямом ходе для совершения обратного хода. Пружина обратного хода должна иметь достаточное усилие и требуемую величину хода, что вызывает необходимость во многих случаях придавать ей значительные размеры. При больших усилиях часто используются тарельчатые пружины в виде набора из нескольких пружин в связи с малым рабочим ходом одиночной тарельчатой пружины.
Основными достоинствами поршневого привода одностороннего действия являются возможность совершения хода под действием пружины при отсутствии управляющей среды и быстродействие при выполнении этого цикла, к его недостаткам относится необходимость иметь привод увеличенных размеров как по длине (для размещения пружины, обычно последовательно за поршнем), так и по диаметру, поскольку при прямом ходе помимо полезной работы и преодоления сил трения необходимо преодолеть усилие на сжатие пружины возврата.
Наиболее часто поршневой привод одностороннего действия с пружиной сжатия применяется в защитной арматуре (отсечные клапаны), где используется возможность быстрого срабатывания клапана под действием пружины вне зависимости от наличия управляющей среды.

### Приводы с вращательным движением выходного вала

Пример устройства поворотного с реечно-зубчатой передачей пневмопривода с двусторонним действием.

В поворотных приводах выходной шток совершает вращение, обычно на угол 90° (четверть оборота для управления кранами). Имеются также конструкции, создающие несколько оборотов выходного звена (для управления клапанами).
Чтобы преобразовать поступательное движение поршня во вращательное движение выходного вала привода используется кривошипно-шатунный механизм, реечно-зубчатая передача и (крайне редко) винтовой преобразователь движения.

### Встроенные поршневые приводы
Встроенные поршневые приводы образуют с арматурой единую конструкцию и имеют общие с ней детали. Они могут быть двустороннего и одностороннего действия. Встроенные поршневые приводы применяются в главных клапанах импульсно-предохранительных устройств энергетических установок большой мощности, например АЭС.
Встроенные приводы обеспечивают создание компактных конструкций, но при этом затрудняется их техническое обслуживание и снижается уровень ремонтопригодности, поскольку доступ к приводу усложнён и для ремонта приходится разбирать всю конструкцию.
Встроенные поршневые приводы одностороннего действия применяются также в различных управляющих (пилотных) устройствах регуляторов давления.

### Сильфонные приводы

Принцип работы сильфонного привода

Способность сильфонов изменять свою длину под воздействием давления среды позволяет использовать их в качестве привода для управления арматурой. Ограниченные размеры сильфонов и небольшие усилия, которые могут создаваться с их использованием, определяют области применения сильфонных приводов — это арматура небольших размеров и различные управляющие (пилотные) устройства в арматуре и различных реле для управления арматурой, например в позиционерах. Внутренняя полость сильфона используется для подачи управляющей среды, когда сильфон должен удлиняться с повышением давления. Если сильфон с повышением давления должен укорачиваться, среда должна действовать снаружи сильфона.
Для арматуры наиболее характерным примером применения сильфонного пневмопривода является термостатический конденсатоотводчик, снабженный сильфоном из полутомпака. В сильфон залита быстроиспаряющаяся жидкость, которая при температуре свыше 100°С испаряется, её пар создаёт давление внутри сильфона, он удлиняется и находящимся на нём золотником закрывает отверстие в седле конденсатоотводчика.
Сильфонные приводы всегда используются как приводы одностороннего действия. Усилие возврата создается с использованием упругих свойств сильфона. Если это усилие недостаточно, дополнительно устанавливается цилиндрическая пружина возврата, которая располагается соосно с сильфоном внутри или снаружи последнего.
Основными недостатками сильфонных приводов являются малый ход, малое создаваемое усилие и ограниченный цикловой ресурс, невозможность и нецелесообразность ремонта сильфона, в связи с чем при выходе его из строя необходимо заменить новым весь сильфонный узел привода арматуры.

Принцип действия двухпластинчатого поворотного гидродвигателя.

### Поворотные лопастные приводы
В поворотном приводе поворот выходного вала происходит в связи с тем, что на одну сторону лопасти, жестко соединённой с выходным валом, действует давление управляющей среды. Можно выделить однолопастные (угол поворота выходного вала может достигать 180°) и двухлопастные приводы (угол немногим более 90°). При одинаковых размерах лопастей и одних и тех же величинах давления управляющей среды крутящий момент, создаваемый двухлопастным приводом, примерно в 2 раза больше, чем однолопастным. Важным является обеспечение герметичности подвижного соединения лопасти и корпуса привода, поскольку щелевой зазор здесь имеет значительную протяженность. Теоретические аспекты работы таких устройств в системах гидропривода описаны в статье под названием Поворотный гидродвигатель, где они известны как пластинчатые.

## Мембранные приводы

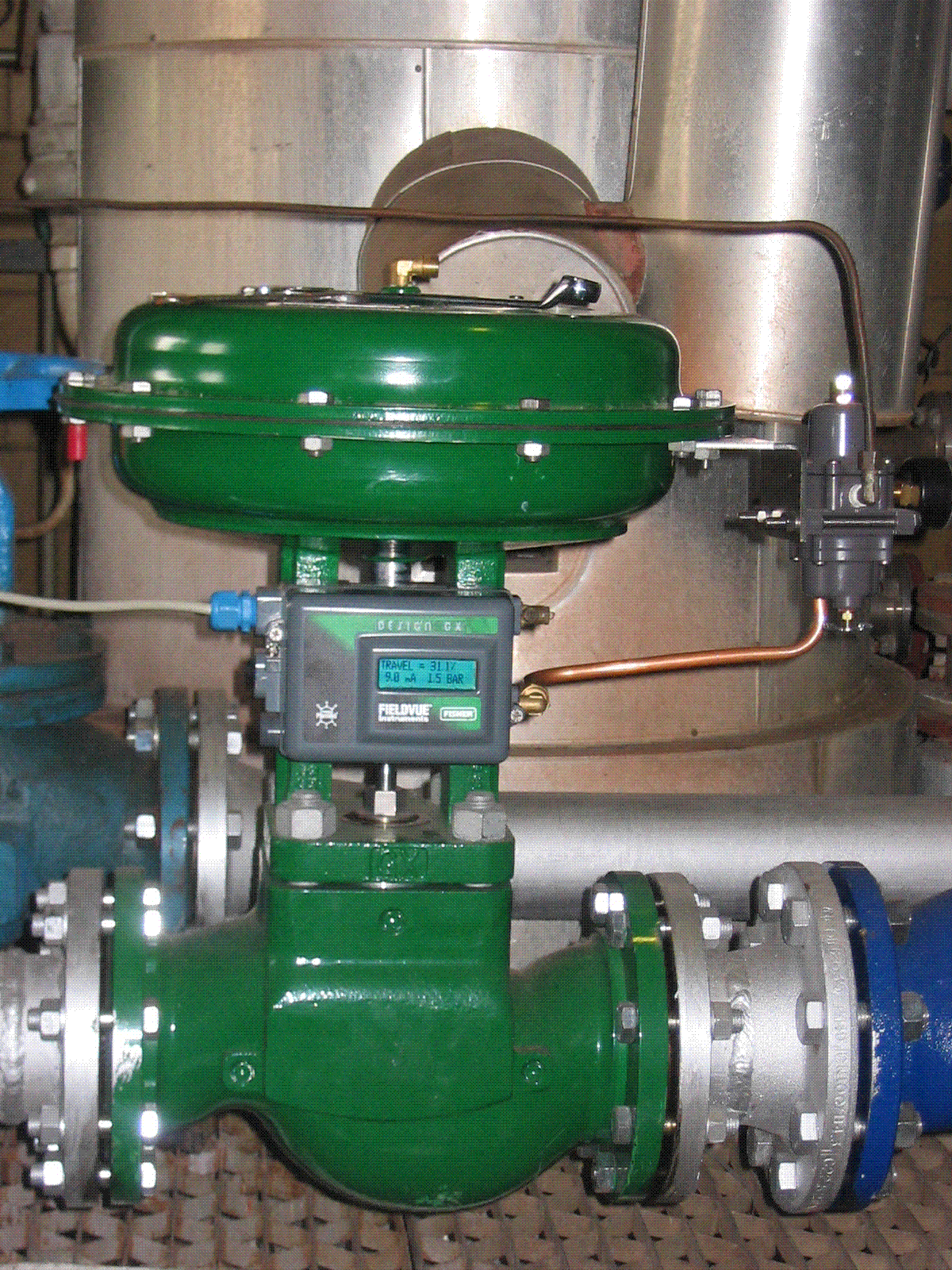
Мембранный пневматический привод на регулирующем клапане.

Мембранный привод представляет собой герметичную камеру, разделённую мембраной на две полости, движение ведомому звену передаётся под действием давления газа или жидкости на упругую (эластичную) мембрану из резины, металла или полимерных материалов (полиэтилен, фторопласт и пр.). Усилие, создаваемое давлением управляющей среды на мембрану, передаётся на грибок, образованный штоком и опорным диском. Шток перемещается поступательно, величина хода штока и прогиба мембраны определяется условием равновесия подвижной системы привода, в которую входит грибок и мембрана. Силовое равновесие системы образуется в результате действия силы, создаваемой управляющим давлением на мембрану, и сил сопротивления, действующих на шток (включая силу, создаваемую упругой деформацией мембраны). Чтобы обеспечить возможность перемещения штока в обе стороны силовое замыкание системы выполняется с помощью уравновешивающей пружины или с помощью груза. Применяются также беспружинные приводы, в которых подвижная система уравновешивается давлением воздуха на мембранный блок с противоположной стороны. Принципиальные схемы действия мембранных приводов приведены на поясняющем рисунке:
1 — пружинный прямого действия;
2 — пружинный обратного действия;
3 — беспружинный;
4 — рычажно-грузовой.

Принцип работы мембранных приводов.

В рычажно-грузовых мембранных приводах усилие, создаваемое на мембране, уравновешивается постоянной силой веса груза, в пружинных — переменной силой, пропорциональной ходу штока. В беспружинных мембранных приводах давление на мембранный блок (действующее усилие) может регулироваться с обеих сторон.
В трубопроводной арматуре мембранный привод обычно применяется с резиновой (иногда с тканевой прослойкой) мембраной, плоской, плоской собранной или формованной.
Во всех случаях передача усилия с мембраны на шток осуществляется с помощью опорного диска, образующего для мембраны опорную площадку.
С использованием передаточного рычага мембранный привод можно применять и для арматуры с поворотным запорным устройством (заслонки).
Наиболее широко мембранный пружинный привод применяется в регулирующей арматуре. С его помощью производится перемещение и установка плунжера в положение, обусловленное командным сигналом. Помимо пружинных, хотя и значительно реже, в регулирующей арматуре применяются и беспружинные привода. Помимо регулирующих клапанов мембранные пружинные и беспружинные приводы могут использоваться и в запорных, и в запорно-регулирующих клапанах, в таком случае к ним предъявляется дополнительное требование — создать в конце хода усилие, обеспечивающее герметизацию перекрытого запорного органа в клапане.

## Гидравлические приводы
Все вышеперечисленные типы приводов могут быть реализованы и с жидкостью (чаще всего масла) в качестве рабочей (управляющей) среды, в некоторых случаях такие устройства будут более эффективны, например, поворотные лопастные приводы гораздо целесообразнее применять с использованием масла в качестве управляющей среды из-за возможности значительных протечек воздуха через щелевой зазор. Кроме того, гидравлические приводы арматуры имеют ряд преимуществ:

### Достоинства
- гидропривод создаёт меньшие объёмные утечки через сопряжения поршня с цилиндром и через сальник;
- гидроприводы допускают значительно бо́льшие давления рабочей среды, в связи с чем позволяют применять конструкции меньших размеров;
- гидроприводы не создают ударов в конце хода поршня из-за меньших скоростей поршня в гидроприводах (низкие скорости движения рабочих органов в свою очередь в некоторых случаях является недостатком гидроприводов)
- по той же причине у гидроприводов равномернее осуществляется движение поршня или вала гидродвигателя, тогда как пневмопривод часто работает с пульсирующим движением поршня из-за больши́х скоростей газа при давлении свыше 1 МПа.

### Недостатки
- для системы управления гидроприводов требуется более дорогостоящее и габаритное оборудование — насосная станция, чем для пневмоприводов — компрессорная станция;
- гидроприводы работают обычно с меньшими скоростями движения поршня из-за большого гидравлического сопротивления в подводящих трубопроводах системы управления приводов;
- утечки масла загрязняют производственные помещения;
- масло пожароопасно.[1]